# Ivica Obrvan
Ivica Obrvan (Metković, 2. lipnja 1966.) je bivši hrvatski rukometaš i reprezentativac. Danas radi kao rukometni trener.
Bio je članom prvih generacija hrvatske rukometne reprezentacije koja je osvajala odličja. Bili su to zlato na Mediteranskim igrama 1993. u Languedoc-Roussillonute brončano odličje 1994. godine na europskom prvenstvu u Portugalu.
U karijeri je igrao za Metković, Zagreb i za njemački Post Schwerin.
Od prosinca 1999. trenirao je rukometaše Metkovića, naslijedivši Iliju Puljevića. U tom je razdoblju bio igrač i trener. Tad su osvojili Kup EHF (1999./2000.) i drugo mjesto u hrvatskom prvenstvu. Od 2007. je preuzeo trenirati slovenski rukometni klub Gorenje. Te sezone je zauzelo drugo mjesto. Već iste sezone je postao trener rukometaša Zagreba. Osim ovih klubova, Obrvan je vodio Medveščak i francuski Chambery.